# Liste d'aéroports en Estonie
Cet article liste des aéroports en Estonie
.

## Carte
| Kuressaare Kärdla Pärnu Tallinn Tartu Kihnu Ruhnu Tapa Amari |

## Aéroports internationaux
| Lieu       | OACI | AITA | Nom        | Coordonnées                       |
| ---------- | ---- | ---- | ---------- | --------------------------------- |
| Kuressaare | EEKE | URE  | Kuressaare | 58° 13′ 47″ N, 22° 30′ 34″ E      |
| Kärdla     | EEKA | KDL  | Kärdla     | 58° 59′ 26″ N, 22° 49′ 50″ E      |
| Pärnu      | EEPU | EPU  | Pärnu      | 58° 25′ 09″ N, 24° 28′ 22″ E      |
| Tallinn    | EETN | TLL  | Tallinn    | 59° 24′ 59,5″ N, 24° 47′ 57,12″ E |
| Tartu      | EETU | TAY  | Tartu      | 58° 18′ 33″ N, 26° 40′ 59″ E      |

## Aérodromes
| Lieu      | OACI | Nom                   |
| --------- | ---- | --------------------- |
| Jõhvi     | EEJI | Aérodrome de Jõhvi    |
| Karksi    | EEKI | Aérodrome de Karksi   |
| Kihnu     | EEKU | Aérodrome de Kihnu    |
| Noarootsi | EELU | Aérodrome de Lyckholm |
| Narva     | EENA | Aérodrome de Narva    |
| Nurmsi    | EENI | Aérodrome de Nurmsi   |
| Rapla     | EERA | Aérodrome de Rapla    |
| Ridali    | EERI | Aérodrome de Ridali   |
| Ruhnu     | EERU | Aérodrome de Ruhnu    |
| Tapa      | EETA | Aérodrome de Tapa     |
| Varstu    | –    | Aérodrome de Varstu   |
| Viljandi  | EEVI | Aérodrome de Viljandi |

## Héliports
| Lieu      | OACI | Nom                             |
| --------- | ---- | ------------------------------- |
| Linnahall | EECL | Héliport de Linnahall à Tallinn |

## Aéroports militaires
| Lieu  | OACI | Nom                   |
| ----- | ---- | --------------------- |
| Ämari | EEEI | Base aérienne d'Ämari |

## Aérodromes désaffectés
| Lieu       | OACI | Nom                       |
| ---------- | ---- | ------------------------- |
| Haapsalu   | EEHU | Base aérienne de Haapsalu |
| Käina      |      | Aérodrome de Käina        |
| Piirissaar | EEPR | Aérodrome de Piirissaare  |
| Rutja      | –    | Base aérienne de Rutja    |
| Tartu      | EETR | Base aérienne de Raadi    |